# Maraenobiotus alpinus
Maraenobiotus alpinus is een eenoogkreeftjessoort uit de familie van de Canthocamptidae. De wetenschappelijke naam van de soort is voor het eerst geldig gepubliceerd in 1909 door Keilhack.